# Slaget vid Frankenhausen
Slaget vid Frankenhausen var ett fältslag som stod den 15 maj 1525 vid Bad Frankenhausen i Thüringen, och som gjorde slut på det tyska bondekriget (1524–1525). En tysk furstearmé under Hertig Georg av Sachsen och greve Filip I av Hessen krossade den bondearmé som skapats under bondeupproret. Reformatorn Thomas Müntzer, som stött och lett bönderna, greps, torterades tills han gjorde avbön från sina radikala idéer men avrättades ändå den 27 maj.